# Tomaž Ulbing
Tomaž Ulbing, avstrijsko-slovenski duhovnik, pesnik, čebelar, * 29. maj 1881, Podravlje, Vernberk, Avstro-Ogrska (danes Avstrija), † 16. junij 1969, Skočidol.

## Življenje

### Otroštvo in šolanje
Rodil se je leta 1881 pri kovaški družini v vasi Podravlje, blizu Skočidola na Koroškem. V družini je odraščalo sedem otrok. Otroštvo je preživel v vaško-kmečki idili, kar je kasneje močno vplivalo na njegovo poezijo. Osnovno šolo je obiskoval v Skočidolu, srednješolsko izobrazbo pa pridobil na gimnaziji v Celovcu. Ulbing je bil pod vplivom župnika Antona Gabrona, ki je spodbujal nadarjene podeželske fante k nadaljevanju šolanja. Njegov učitelj za slovenščino je bil znani Johann Scheinigg. Leta 1902 je opravil maturo, nato pa vstopil v bogoslovje. Prišel je v celovško semenišče, kjer je spoznal bivšega škofa Ljubljane, Gregorja Rožmana. 

### Duhovniški poklic
V duhovniški poklic je bil posvečen po končanem študiju teologije. Služboval je najprej v Železni Kapli in Dobrli vasi, nato pa kot župnik v Kazazah (1911–1923), kjer je tudi pričel z intenzivnim pesniškim delom. Tam je doživel dramatične posledice prve svetovne vojne in plebiscita. Bil je začasno izgnan v Jugoslavijo, njegov dom pa so izropale paravojaške enote.
Po vrnitvi je leta 1923 postal župnik v Skočidolu, kjer je ostal skoraj do konca življenja. V času nacistične oblasti je bil izgnan in deloval v St. Stefanu pri Dürnsteinu (1941–1946), po vojni pa se je vrnil v Skočidol.
Ulbing je bil močno vpet v družbeno in kulturno življenje koroških Slovencev. Bil je pobudnik ustanavljanja društev, kronist lokalne zgodovine in podpornik šolanja mladine. Kot čebelar je bil dejaven tudi na tem področju in povezoval župnijsko življenje z naravnim ritmom podeželja.

## Literarno delo
Ulbingov literarni opus je obsežen in raznolik. Pisal je v slovenščini, nemščini in latinščini. Njegove pesmi so pogosto posvečene posameznikom – duhovnikom, sorodnikom, znanim Slovencem – ali pa izražajo njegova družbena in teološka stališča.
Med znanimi naslovniki njegovih pesmi so bili papež Pij XII., kardinal König, škof Rožman, sovjetski voditelj Hruščov, pa tudi slovenski politiki kot Joško Tischler, Janko Brejc, Franc Grafenauer, in pesnica Milka Hartman. Njegova pesem »Partizan« in razprava »Socializem in krščanstvo« kažeta na njegov širok miselni razpon.
Njegove pesmi so zbrane v treh obsežnih zvezkih, ki jih je tik pred smrtjo zaupal avtorju njegove biografije Reginaldu Vosperniku. Njegova pesniška zbirka ter skrbno vodena župnijska kronika predstavljata pomemben vir za razumevanje zgodovine koroških Slovencev v 20. stoletju.